# Макбет. Кино.
 «Макбет. Кино.»  — спектакль Юрия Бутусова, поставленный им на сцене Санкт-Петербургского академического театра имени Ленсовета в 2012 году по трагедии Уильяма Шекспира «Макбет». Автор спектакля — Юрий Бутусов, балетмейстер — Николай Реутов.

## О спектакле
«Макбет. Кино.» — первый спектакль, поставленный Юрием Бутусовым после назначения его главным режиссёром театра имени Ленсовета. Постановка ознаменовала собой начало нового этапа в развитии театра.
Для спектакля взят редко использующийся перевод с английского А. Кронеберга.
Юрий Бутусов был удостоен Специальной премии жюри драматического театра и театра кукол Российской национальной театральной премии «Золотая Маска» «За поиск уникального сценического языка» (спектакли «Добрый человек из Сезуана», Театр им. А. С. Пушкина, Москва, и «Макбет. Кино.», Театр им. Ленсовета, Санкт-Петербург) (2014).

## Действующие лица и исполнители
- Пролог — Роман Кочержевский, Григорий Чабан
- Макбет — Иван Бровин
- Леди Макбет — Лаура Пицхелаури
- Дункан, король — Виталий Куликов
- Банко — Григорий Чабан
- Флинс, сын Банко — Роман Кочержевский
- Человек, которому 80 лет — Олег Фёдоров
- Пианист — Александр Новиков
- Ветер, Собака, Конферансье — Роман Баранов
- Сейтон — Сергей Волков, Всеволод Цурило
- Убийцы — Виталий Куликов, Александр Новиков
- Мама и Сын — Евгения Евстигнеева, Александр Новиков, Лидия Шевченко
- Придворная дама и Доктор — Юстина Вонщик, Анастасия Дюкова, Роман Кочержевский
- Старики — Олег Фёдоров, Наталья Шамина
- Росс и Макдуф — Роман Кочержевский, Григорий Чабан
- Ведьмы — Юстина Вонщик, Анастасия Дюкова, Евгения Евстигнеева, Лаура Пицхелаури, Мария Синяева, Наталья Шамина, Лидия Шевченко

## Пресса о спектакле
- Леонид Лучкин. Вместо реальности — коллективный сон // Невское время, 23.11.2012.
- Елена Герусова. Тренинг по Шекспиру // Коммерсантъ, № 227, 30.11.2012.
- Светлана Рухля. Одержимые властью // Театрал, 13.05.2013.
- Галина Коваленко. Макбет: колесо власти // Независимая газета, 18.10.2012.
- Дмитрий Циликин. Ритм как смысл // Ведомости, 19.10.2012.
- Анна Ветлинская. Кино. Метро. Шекспир // Смена, 22.10.2012.
- Олег Кармунин. Юрий Бутусов перемонтировал «Макбета» в духе артхаусного кино // Известия, 01.11.2012.
- Зоя Бороздинова. Шекспир во время чумы // Российская газета, 08.04.2014.

## Гастроли[2]
- 2014 — Москва в рамках фестиваля «Золотая маска»[3]
- 2015 — Москва[2]
- 2017 — Красноярск в рамках фестиваля «Театральный синдром»[4]